# Plaza del Castillo (Reus)
La plaza del Castillo es una plaza del municipio de Reus (Tarragona, España) incluida en el Inventario del Patrimonio Arquitectónico de Cataluña.

## Descripción
Es una plaza de planta rectangular, con edificios que conservan el plano de la fachada, que tienen aberturas rectangulares, y en el caso de los balcones tienen balaustres de hierro. Los muros están totalmente rebozados o estucados. La tipología del conjunto de edificios es bastante unitaria, donde un pequeño número de plantas bajas son tiendas. El resto, al igual que todos los pisos, son viviendas. La altura máxima de los edificios no sobrepasa los tres pisos. En general no hay ornamentación en las fachadas. 
Los elementos más importantes son el portal nuevo de la iglesia Prioral de San Pedro, los restos del antiguo castillo (que se conservan integradas en un nuevo edificio) y al norte las únicas edificaciones porticadas de la plaza.

## Historia
La plaza del Castillo es el espacio urbano situado en el corazón de la ciudad, con acceso desde el Mercadal por la calle del Castillo y desde la calle de la Mar por la de Santa María. Aquí se inició el primer núcleo de población desarrollado a finales del siglo XII, en la segunda etapa de la Reconquista, al comenzar la colonización del campo. Había sido, en parte, el patio del antiguo castillo. El primer documento refrendando este patio es de finales del siglo XV. Se debía comenzar a urbanizar durante el primer cuarto del siglo XVII, cuando el capítulo de los canónigos de Tarragona, propietarios del castillo, fueron desprendiéndose de las tierras que habían sido de la fortaleza. Referencias del siglo XIX indican que los lunes se celebraba el mercado del grano.